# Excel (banda)
Excel es una banda estadounidense de crossover thrash formada en Venice, California. Fue fundada en el año 1983 por el vocalista Dan Clements, el guitarrista Adam Siegel, el bajista Shaun Ross y el baterista Greg Saenz. 
Fueron influenciados por famosos músicos de punk rock de los 70's como The Police y The Sex Pistols, además de otras bandas de heavy metal como Black Sabbath, Trouble, Slayer, Corrosion of Conformity y Cryptic Slaughter. Su estilo se basó en el arte callejero.
Excel es conocido por pintar grafiti en las calles de las ciudades donde hace sus giras, por eso hay tantos logos diferentes de la banda.
Repetidamente tocaron con otros grupos de Venice y el resto de California, como No Mercy, Beowülf, Suicidal Tendencies (de los que son amigos muy cercanos) y Cryptic Slaughter, y en otras ocasiones con artistas de la escena del thrash metal como Testament y Overkill.
Excel lanzó tres álbumes de estudio, tres álbumes split, cinco demos, tres sencillos y dos álbumes en vivo.
La banda se disolvió en 1995 pero en 2001 se lanzaron reediciones de sus dos primeros álbumes: "Split Image" y "The Joke's on you", con algunos bonus tracks. En agosto de 2009 publicaron una colección especial de ocho DVD de sus giras en Europa y USA en su MySpace oficial.

## Historia
La banda se formó en 1983 bajo el nombre de Chaotic Noise (creado por Dan Clements y Adam Siegel). Evan Warech se unió como baterista, mientras que el bajo fue ocupado por muchos músicos diferentes ese año (Dan Clements dijo: "Teníamos un bajista diferente cada cuatro meses, y la gente simplemente pensó que éramos inestables"). En 1984, Rickey Pallamino se hizo cargo de las cuatro cuerdas y, con la nueva alineación finalmente completa, la banda grabó su primer Demo. En 1985 Warech y Pallamino dejaron la agrupación, este último reemplazado por Shaun Ross, quien había creado el nombre "Excel" con sus amigos del grupo de grafiti de L.A. "KSN" (Kings Stop at Nothing). Fue entonces cuando cambiaron su nombre.
Unos meses después, un nuevo batería ingresa al grupo: Greg Saenz. Excel participó en el álbum split Welcome to Venice (lanzado por Suicidal Records) el cual incluye tres de sus canciones. En los siguientes meses grabaron tres demos: Sonic Decapitation en febrero de 1985, Personal Onslaught el 9 de junio y Refuse to Quit en enero de 1986. En 1987 participaron en la cinta Thrasher Skate Rock 5: Born to Skate que incluye la canción "Insecurity", también grabada en su primer álbum de estudio Split Image (grabado por Suicidal Records y lanzado por Caroline Records), lanzado en julio del mismo año. Excel había tocado en la zona de L.A. en los últimos años pero el 16 de junio de 1987 dieron su primer concierto de presentación (de su primer álbum) en el "Fender's Grand Ballroom" de Long Beach, California y una segunda vez el 18 de marzo de 1988 para promocionar su nuevo disco. Más tarde, ese año, editaron su primer sencillo; un cover de la canción Message in a bottle originalmente escrita por The Police y lanzada en el álbum Regatta de Blanc en septiembre de 1979. A comienzos de 1989, Excel grabó otro sencillo, "Blaze some Hate", para anunciar su segundo álbum de estudio: The Joke's on You, lanzado el 20 de junio de 1989 por Caroline Records. En marzo hicieron un show en el "Chuck Landis Country Club" en California y otro en el "Palasades Theater" en San Diego (con la banda B'LAST!). En noviembre, Excel realizó su primera gira, en los Países Bajos,  en las ciudades de: Sneek, Heemskerk, Eindhoven, Róterdam, Goes y Bolduque.
En su regreso a USA, tocaron en "The Palace" en Hollywood, California, el "Star Club" en Ybor City, Florida y Filadelfia en 29 de abril de 1990. Luego, Adam Siegel ingresó a las filas de Infectious Grooves para grabar el álbum "The Plague That Makes Your Booty Move...It's the Infectious Grooves" en 1991. Regresó en 1992 para dar un concierto en el "Whiskey A Go Go"en Hollywood. 
Unos meses más tarde grabaron su quinto y último demo: Third album demos; las canciones de este demo se utilizarían posteriormente en la reedición de The Joke's on You. En 1993, Siegel volvió con Infectious Grooves para participar en su segundo disco, "Sarsippius' Ark" el 16 de febrero del mismo año; después se uniría a Greg Saenz para formar el power trio My Head, dejando Excel definitivamente. Luego de tres años de silencio, con Brandon Rudley en la guitarra y Max en la batería, regresaron con un nuevo estilo de stoner metal para grabar un nuevo álbum split con la banda "Shrine".
Realizaron su último sencillo para promocionar el que sería su tercer y último álbum de estudio: Seeking Refuge, lanzado el 29 de agosto de 1995; luego separándose por el bien del grupo. En 2003, los exmiembros de Excel iniciaron acciones legales contra la banda de thrash metal Metallica por la canción "Enter Sandman", la cual a cual afirman está fuertemente basada en su canción "Tapping into the Emotional Void", originalment incluida en el LP de The Joke's on You, lanzado en 1989, dos años antes que el Black Album de Metallica (Esto fue confirmado por el líder de Megadeth, Dave Mustaine en una entrevista). En mayo de 2006, Dan Clements unió fuerzas con el cantante de Mike Muir y los exmiembros de Suicidal Tendencies Grant Estes, Amery Smith y Louiche Mayorga para formar la banda Against y participar en el álbum split Welcome 2 Venice. Luego del lanzamiento del álbum hubo rumores acerca de una posible reunión de Excel, sin embargo Clements aclaró rápidamente que no tenía intenciones de reformar la banda y no quería que nadie tomara a Against como un regreso del mencionado grupo.

## Miembros
| Última alineación - Dan Clements – voces, (1983–1995) - Brandon Rudley – guitarra, (1995) - Shaun Ross – bajo, (1985–1995) - Max – batería, (1995) | Exmiembros - Adam Siegel – guitarra, (1983–1992) - Evan Warech – batería, (1983-1985) - Rickey Pallamino – bajo, (1984-1985) - Greg Saenz – batería, (1985-1992) |

## Discografía

### Álbumes de estudio
| Año  | Título            | Discográfica            |
| 1987 | Split Image       | Suicidal/Caroline       |
| 1989 | The Joke's on You | Caroline                |
| 1995 | Seeking Refuge    | Delicious Vinyl/Capitol |

### Álbumes en Vivo
(Todos los álbumes en vivo de Excel son auto-producidos)
| Año  | Título                           |
| 1989 | Live at the Nighttown, Rotterdam |
| 1990 | Live in Philadelphia-PA          |

### Álbumes Split
| Año  | Título                               | Discográfica |
| 1985 | Welcome to Venice                    | Suicidal     |
| 1987 | Thrasher Skate Rock 5: Born to Skate | High Speed   |
| 1995 | Excel/Shrine                         | Malicious    |

### DVD
(Todos los DVD de Excel son auto-producidos y fueron lanzados en agosto de 2009)
| Año       | Título                      |
| 1989      | Live at Bolwerk             |
| 1989      | Live at the Willem II       |
| 1989      | Live at the Donkey Shot     |
| 1989      | Live at the Nighttown       |
| 1989      | Live at the Podium 'T Beest |
| 1989      | Live at the Dynamo          |
| 1989      | Live in Europe              |
| 1987–1992 | Live in L.A.                |

### Demos
(Todos los demos de Excel son auto-producidos)
| Año  | Título             |
| 1984 | Demo               |
| 1985 | Sonic Decapitation |
| 1985 | Personal Onslaught |
| 1986 | Refuse to Quit     |
| 1992 | Third album Demos  |

### Sencillos
| Año  | Título                | Discográfica      |
| 1988 | "Message in a Bottle" | Suicidal/Caroline |
| 1989 | "Blaze Some Hate"     | Caroline          |
| 1995 | "Excel"               | Capitol           |